# Повінський потік
Повінський потік (словац. Povinský potok) — річка в Словаччині, ліва притока Кисуці, протікає в окрузі Кисуцьке Нове Место.
Довжина приблизно 8.4 км. Витік знаходиться в масиві Кисуцька Верховина (частина Воєнне — схил гори Чернатіна) — на висоті близько 730 метрів. Протікає територією села Повіна..
Впадає в Кисуцю на висоті приблизно 355-360 метрів.